# Polk County (Wisconsin)
Das Polk County ist ein County im US-amerikanischen Bundesstaat Wisconsin. Im Jahr 2020 hatte das County 44.977 Einwohner und eine Bevölkerungsdichte von 18,9 Einwohnern pro Quadratkilometer. Der Verwaltungssitz (County Seat) ist Balsam Lake.

## Geografie
Das County liegt im Nordwesten von Wisconsin und wird im Westen vom St. Croix River begrenzt, der die Grenze Wisconsins zu Minnesota bildet.
Das Polk County hat eine Fläche von 2477 Quadratkilometern, wovon 101 Quadratkilometer Wasserfläche sind.
An das Polk County grenzen folgende Nachbarcountys:
|                               | Burnett County   |               |
| Chisago County (Minnesota)    |                  | Barron County |
| Washington County (Minnesota) | St. Croix County | Dunn County   |

## Geschichte

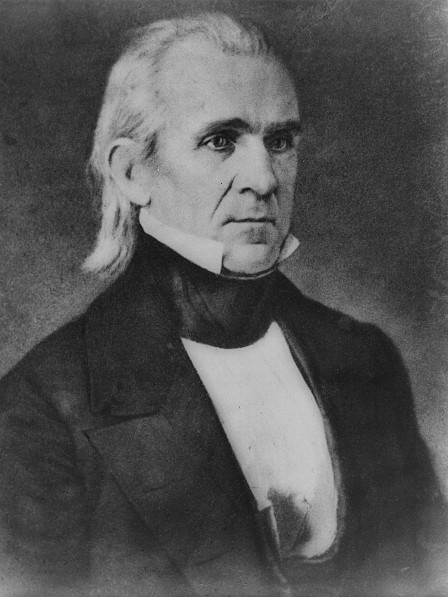
James Polk

Das Polk County wurde 1853 aus Teilen des St. Croix County gebildet. Benannt wurde es nach James K. Polk, dem elften Präsidenten der USA.

## Bevölkerung
Nach der Volkszählung im Jahr 2010 lebten im Polk County 44.205 Menschen in 18.304 Haushalten. Die Bevölkerungsdichte betrug 18,6 Einwohner pro Quadratkilometer. In den 18.304 Haushalten lebten statistisch je 2,38 Personen.
Ethnisch betrachtet setzte sich die Bevölkerung zusammen aus 96,9 Prozent Weißen, 0,3 Prozent Afroamerikanern, 1,1 Prozent amerikanischen Ureinwohnern, 0,5 Prozent Asiaten sowie aus anderen ethnischen Gruppen; 1,1 Prozent stammten von zwei oder mehr Ethnien ab. Unabhängig von der ethnischen Zugehörigkeit waren 1,7 Prozent der Bevölkerung spanischer oder lateinamerikanischer Abstammung.
22,2 Prozent der Bevölkerung waren unter 18 Jahre alt, 59,9 Prozent waren zwischen 18 und 64 und 17,9 Prozent waren 65 Jahre oder älter. 49,6 Prozent der Bevölkerung waren weiblich.

Das jährliche Durchschnittseinkommen eines Haushalts lag bei 49.595 USD. Das Pro-Kopf-Einkommen betrug 25.691 USD. 10,6 Prozent der Einwohner lebten unterhalb der Armutsgrenze.

## Ortschaften im Polk County
Citys
- Amery
- St. Croix Falls

Villages
| - Balsam Lake - Centuria - Clayton - Clear Lake | - Dresser - Frederic - Luck - Milltown | - Osceola - Turtle Lake1 |

Census-designated places (CDP)
- Lewis

Andere Unincorporated Communities
| - Atlas - Bunyan - Clam Falls - Cushing - Deronda | - East Farmington - Eureka Center - Fox Creek - Horse Creek - Indian Creek | - Joel - Lamar - Little Falls - Lykens - McKinley | - Nye - Pole Cat Crossing2 - Range - Richardson - Sand Lake | - Ubet - Wanderoos - West Denmark - West Sweden - Wolf Creek |

1 – teilweise im Barron County

2 – teilweise im Burnett County

## Gliederung
Das Polk County ist neben den zwei Citys und zehn Villages in 24 Towns eingeteilt:
| Town                | Einwohner (2010) | FIPS     |
| ------------------- | ---------------- | -------- |
| Town of Alden       | 2786             | 55-00950 |
| Town of Apple River | 1146             | 55-02350 |
| Town of Balsam Lake | 1411             | 55-04500 |
| Town of Beaver      | 835              | 55-05825 |
| Town of Black Brook | 1325             | 55-07700 |
| Town of Bone Lake   | 717              | 55-08750 |
| Town of Clam Falls  | 596              | 55-14837 |
| Town of Clayton     | 975              | 55-15125 |
| Town of Clear Lake  | 899              | 55-15275 |
| Town of Eureka      | 1649             | 55-24450 |
| Town of Farmington  | 1836             | 55-25350 |
| Town of Garfield    | 1692             | 55-28350 |

| Town                    | Einwohner (2010) | FIPS     |
| ----------------------- | ---------------- | -------- |
| Town of Georgetown      | 977              | 55-28725 |
| Town of Johnstown       | 534              | 55-38400 |
| Town of Laketown        | 961              | 55-41900 |
| Town of Lincoln         | 2208             | 55-44475 |
| Town of Lorain          | 284              | 55-45775 |
| Town of Luck            | 930              | 55-46225 |
| Town of McKinley        | 347              | 55-46900 |
| Town of Milltown        | 1226             | 55-52100 |
| Town of Osceola         | 2855             | 55-60475 |
| Town of St. Croix Falls | 1165             | 55-70575 |
| Town of Sterling        | 790              | 55-77050 |
| Town of West Sweden     | 699              | 55-86350 |